# Мистер Смит едет в Вашингтон
«Мистер Смит едет в Вашингтон» (англ. Mr. Smith Goes to Washington) — кинофильм режиссёра Фрэнка Капры, по рассказу Льюиса Р. Фостера «Джентльмен из Монтаны» (англ. The Gentleman from Montana), вышедший на экраны в 1939 году. В 1989 году в числе первых 25 фильмов был включён в Национальный реестр фильмов.

## Сюжет
Умирает один из сенаторов, лоббирующий интересы воротилы бизнеса Тэйлора. На его место продавшийся и давно работающий на Тэйлора губернатор штата находит замену в лице лидера местного движения бой-рейнджеров Джефферсона Смита. Смит — смелый и жаждущий служить стране идеалист, может наизусть продекламировать декларацию о независимости, но он не подозревает, что отведённая ему роль на посту сенатора — быть политической марионеткой. Пытаясь что-то сделать на новом посту, мистер Смит подаёт билль о создании детского лагеря для ребят со всей страны. Ему начинает помогать его секретарша, которой он своей незамутнённой решимостью и любовью к стране, к её идеалам, придал сил, чтобы самой вновь в них поверить. Билль успешно проходит слушания, до тех пор пока не оказывается, что место, где должен размещаться лагерь, находится как раз там, где должны строить плотину, заём на строительство которой как раз и лоббировался людьми, посадившими Смита в сенат. Смит вступает в неравную борьбу с умными, серьёзными, жестокими и циничными людьми, среди которых горячо любимый и уважаемый Смитом друг его убитого в молодости отца.

## В ролях
- Джеймс Стюарт — Джефферсон Смит
- Джин Артур — Кларисса Сондерс
- Клод Рейнс — сенатор Джозеф Харрисон Пэйн
- Эдвард Арнольд — Джим Тейлор
- Гай Кибби — губернатор Губерт Хоппер
- Томас Митчелл — Диз Мур
- Юджин Пэллетт — Чик Макганн
- Бьюла Бонди — Ма Смит
- Г. Б. Уорнер — сенатор Эгню
- Гарри Кэри — президент Сената
- Астрид Оллвин — Сьюзан Пэйн
- Рут Доннелли — миссис Хоппер
- Уильям Демарест — Билл Гриффитс
- Портер Холл — сенатор Монро'

В титрах не указаны
- Джек Карсон — Суини Фаррелл, газетчик
- Маргарет Манн — монахиня с приветствующими сиротскими мальчиками
- Стэнли Эндрюс — сенатор Ходжес
- Мэри Макларен — старшая сестра
- Хелен Джером Эдди — секретарша
- Лестер Дорр — марионетка Джима Тейлора
- Дороти Камингор — Одна из девушек встречающих на вокзале Джефферсона Смита (в кадре слева от него, целующая его в щёку) (На трейлере к фильму, приложенному на данной странице, её можно увидеть в промежутке с 1 минута 07 секунд до 1 минута 11 секунд)
- Фрэнсис Гиффорд  — Одна из девушек встречающих на вокзале Джефферсона Смита (в кадре справа от него, на переднем плане в чёрной шапочке с пером (плюмаж). (На трейлере к фильму, приложенному на данной странице, её можно увидеть в промежутке с 1 минута 07 секунд до 1 минута 11 секунд)
- Эвалин Кнапп — Репортер которая задала вопрос: „-Что Вы думаете о девушках в этом городе?“

## Съёмки
- Хрипота в голосе Джеймса Стюарта, передающая степень его усталости, была достигнута при помощи ртутного раствора, раздражавшего голосовые связки.
- Фрэнк Капра применил нововведение, которым очень гордился: на репетициях перед съемками крупных планов он использовал фонограмму общих планов, чтобы вернуть актёров в состояние, в котором они пребывали на предыдущих дублях.

## Наследие
Фильм получил признание Американского института киноискусства в следующих списках:
- 1998 год: 100 лучших американских фильмов за 100 лет по версии AFI — № 29[4]
- 2006 год: 100 самых вдохновляющих американских фильмов за 100 лет по версии AFI — № 5
- 2003 год: 100 лучших героев и злодеев по версии AFI
  - Джефферсон Смит, герой — № 11

## Награды
- 1939 — попадание в десятку лучших фильмов по версии Национального совета кинокритиков США[5][6].
- 1940 — Премия «Оскар» за лучший оригинальный сюжет (Льюис Р. Фостер), а также 10 номинаций: лучший фильм, режиссёр (Фрэнк Капра), сценарий (Сидни Бакмен), актёр (Джеймс Стюарт), актёр второго плана (Гарри Кэри и Клод Рейнс), музыка (Дмитрий Тёмкин), работа художника (Лайонел Бэнкс), монтаж (Джин Хэвлик, Эл Кларк), запись звука (Джон П. Ливадари)[7].